# Saxifraga paniculata

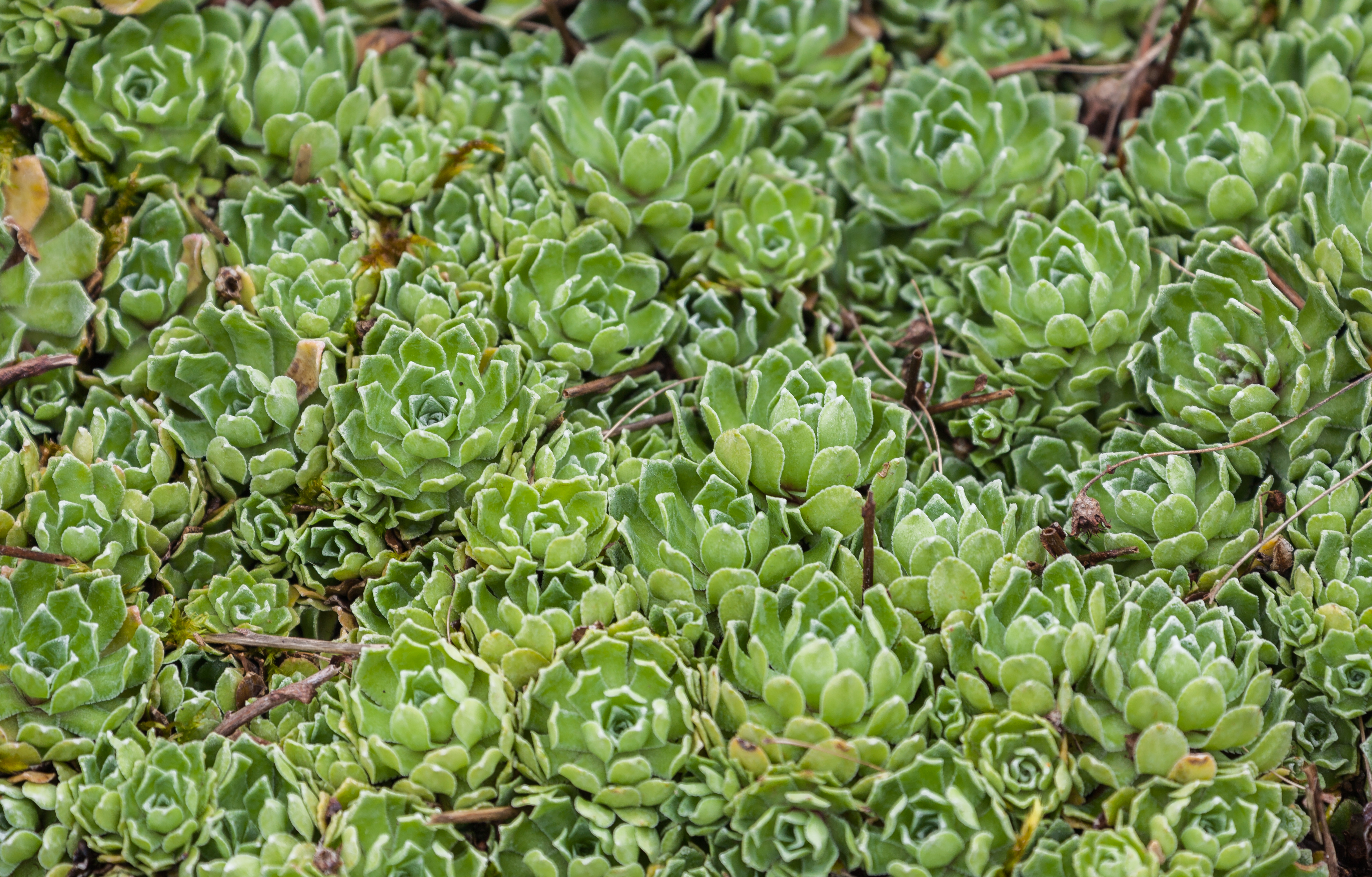
Planta sin flor.

Saxifraga paniculata es una especie de planta de flores de la familia Saxifragaceae.

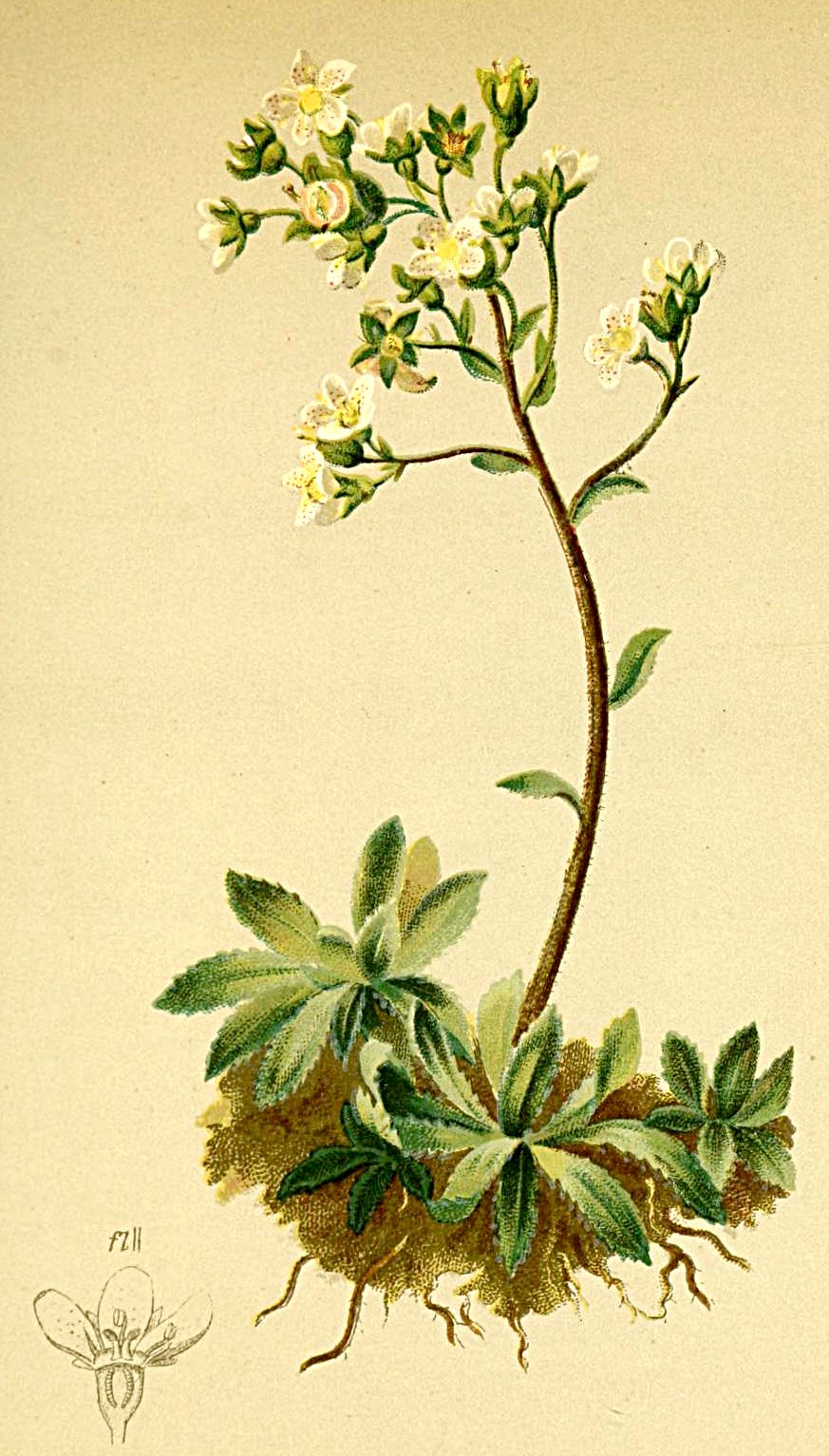
Ilustración

## Caracteres
Planta perenne, densamente cespitosa de hojas obovadas a oblongas, verdiazules, finamente dentadas, incrustadas de cal. Las hojas están dispuestas en densas rosetas hemisféricas de donde sale un tallo floral con flores de color blanco. Cabillos de hasta 30 cm ramosos por encima. Flores de 8-11 mm de diámetro; pétalos blancos o crema, de 4-6 mm, a veces con manchas rojas. Florece a final de primavera y en verano.

## Hábitat
Lugares pedregosos, gleras en montañas. Crece en alturas de 1.000 a 2.800 m s. n. m.

## Distribución
Montañas del centro y sur de Europa desde los Vosgos y Polonia al norte de España, sur de Italia y norte de Grecia. Muy local en Noruega.

## Taxonomía
Saxifraga paniculata fue descrita por Philip Miller y publicado en The Gardeners Dictionary: . . . eighth edition Saxifraga no. 3. 1768.
Etimología
Saxifraga: nombre genérico que viene del latín saxum, ("piedra") y frangere, ("romper, quebrar"). Estas plantas se llaman así por su capacidad, según los antiguos, de romper las piedras con sus fuertes raíces. Así lo afirmaba Plinio, por ejemplo.
paniculata: epíteto latino que significa "con panículas".
Sinonimia
- Saxifraga trifurcata   subsp.   paniculata Pau   1895
- Saxifraga tremolsii Pau ex Cadevall 1896/small>